# Seilbahn Gant–Hohtälli

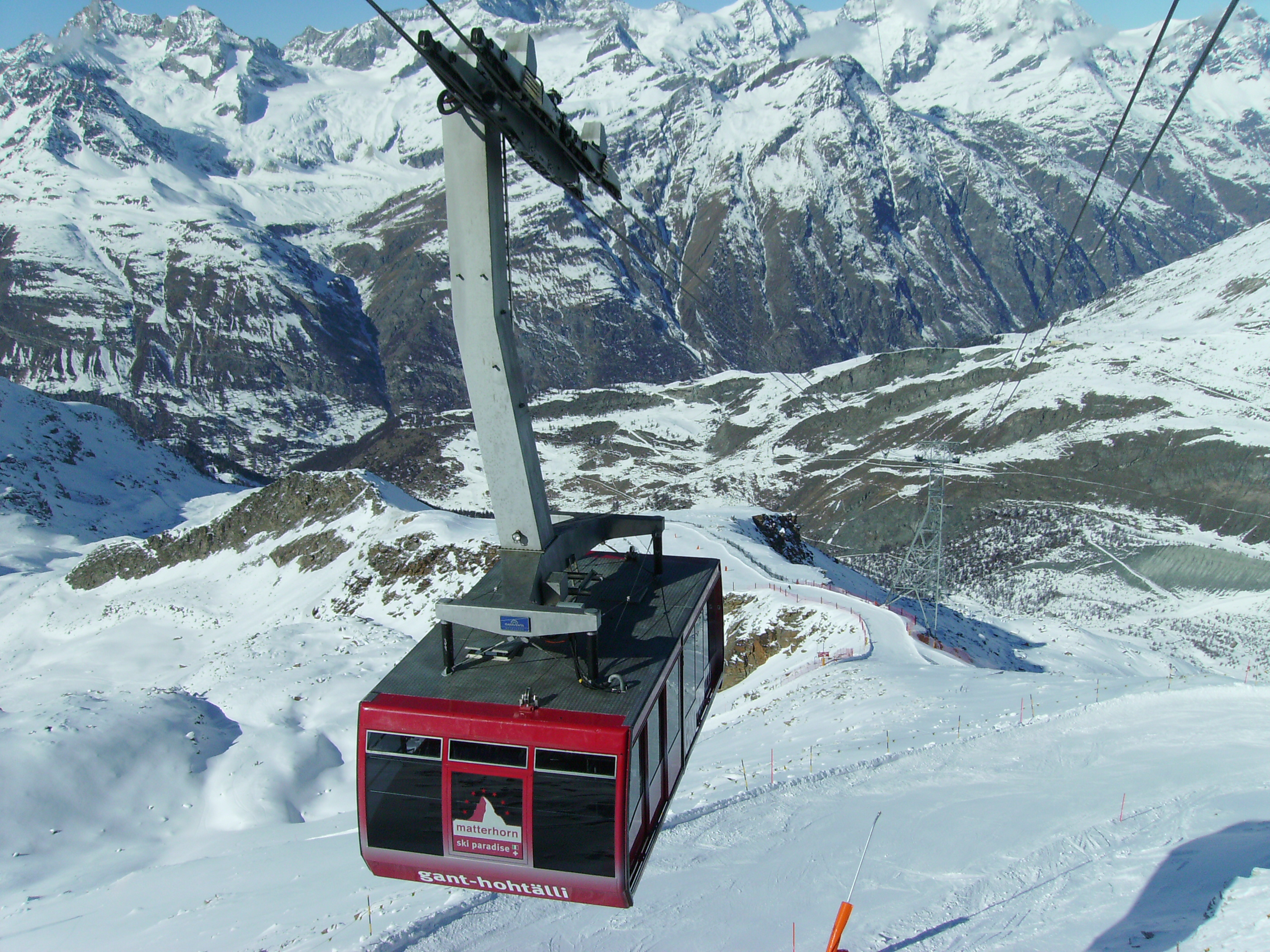
Seilbahn Gant–Hohtälli

Die Seilbahn Gant–Hohtälli ist eine Grosskabinenseilbahn im Gebiet Zermatt, Kanton Wallis. Sie führt von Gant (2223 m ü. M.) auf den Hohtälli (3273 m ü. M.).
Sie ist 2707 Meter lang und überwindet eine Höhendifferenz von 1057 Metern. Sie wurde 1998 von Garaventa erbaut und in der Skisaison 1998/1999 in Betrieb genommen. Bemerkenswert an dieser Seilbahn ist, dass sie über die mit 94 Metern höchste Seilbahnstütze der Schweiz verläuft.
Die Kabinen bieten Platz für 125 Personen. Die Bahn fährt mit 10 m/s, die Fahrzeit beträgt 5 min.